# Varzea Grande
Varzea Grande je grad u Brazilu. Nalazi se u saveznoj državi Mato Grosso. Prema procjeni iz 2007. u gradu je živjelo 230.466 stanovnika.

## Stanovništvo
Prema procjeni iz 2007. u gradu je živjelo 230.466 stanovnika.
| 1991.   | 2000.   |
| ------- | ------- |
| 161.958 | 215.298 |